# Giuseppe Cesare Abba
Giuseppe Cesare Abba (6. října 1838 Cairo Montenotte – 6. listopadu 1910 Brescia) byl italský spisovatel a bojovník za nezávislost.

## Život
Vystudoval humanistické gymnázium a pak začal studovat uměleckou školu v Janově, ale studium v roce 1859 přerušil a jako dobrovolník vstoupil do piedmontské armády, aby mohl bojovat v druhé italské válce za nezávislost. V roce 1860 se účastnil Expedice tisíce, vojenského tažení Giuseppa Garibaldiho proti Království obojí Sicílie. Jako Garibaldiho dobrovolník bojoval i v bitvě u Bezzeccy v roce 1866 proti Rakouskému císařství.
Po sjednocení Itálie studoval na Piské univerzitě a začal s literární tvorbou.

## Díla
Jeho nejvýznamnějším dílem je Da Quarto al Volturno: Noterelle d’uno dei Mille (doslova „Z Quarta k Volturnu: Poznámky jednoho z tisíce“) , které vypráví o vojenské kampani v roce 1860.

### Neúplný seznam děl
- Le rive della Bormida nel 1874 (1875)
- Noterelle di uno dei Mille edite dopo vent’anni (1880)
- Da Quarto al Volturno. Noterelle d’uno dei Mille (1880–1891)
- Storia dei Mille (1904)
- Vita di Nino Bixio (1905)
- Cose garibaldine
- Romagna
- Cose vedute